# 仁賀保誠依
仁賀保 誠依 (にかほ しげより)は、江戸時代中期の旗本。

## 経歴
都築為昌の次男として生まれ、仁賀保誠信の養子となる。宝永7年（1710年）養父の跡を継ぎ、旗本寄合席となる。同年6代将軍・徳川家宣に拝謁する。享保9年（1724年）、小姓組に列する。
子がおらず、養子の政春（桑山元武の三男）が家督を継いだ。

## 系譜
- 実父：都築為昌
- 実母：川口政平の娘
- 養父：仁賀保誠信
- 養母：稲垣重氏の娘
- 前妻：中根正包の娘
- 後妻：桑山元武養女（桑山元稠の娘）
- 養子：仁賀保政春（桑山元武の三男）